# Bilga ficosa
Bilga ficosa är en skalbaggsart som beskrevs av Brenske 1901. Bilga ficosa ingår i släktet Bilga och familjen Melolonthidae. Inga underarter finns listade.